# PHL 293B
PHL 293B (также известный как «карлик Кинмана») — голубая компактная карликовая галактика с низкой металличностью, расположенная примерно в 22,6 Мпк от Млечного Пути в созвездии Водолея. Это название также используется для идентификации возможной вспышки или звезды-самозванца сверхновой, исчезнувшей из галактики.
В настоящее время учёные всё ещё недоумевают и не уверены, существует ли эта звезда вообще. На данный момент считается светящейся голубой переменной звездой.

## Описание
Этот астрономический объект представляет собой голубую компактную карликовую галактику с низкой металличностью и расположен в ~22,6 Мпк от Млечного Пути в созвездии Водолея.
Светимость — 2,500,000—3,500,000 L☉, температура — 6,000–6,800 K.

## Наблюдения
PHL 293 указан как 293-я запись в каталоге бледно-голубых звёзд, опубликованном Гильермо Аро и Виллемом Якобом Лейтеном в 1962 году.